# Riskgrupp
Riskgrupp är en beteckning på en grupp av individer som har en högre sannolikhet än genomsnittet att utveckla ett visst tillstånd eller beteende. Begreppet används inom flera olika områden, såsom medicin, socialt arbete, folkhälsa, sociologi och kriminologi.
Inom brottsprevention syftar en riskgrupp på individer eller grupper som bedöms ha en ökad sannolikhet att begå brott i framtiden. Inom sekundär brottsprevention riktas ofta insatserna mot identifierade riskgrupper för att förhindra utveckling av kriminellt beteende. Exempel på riskgrupper inom detta område kan vara ungdomar med antisocialt beteende, individer med missbruksproblem eller personer som lever i socialt utsatta miljöer.
Begreppet används också inom medicinska sammanhang för att beskriva personer med högre risk för exempelvis infektioner, hjärt- och kärlsjukdomar eller komplikationer vid sjukdomar som influensa och covid-19.